# مسألة الخدمات الثلاثة

مسألة غاز، ماء، كهرباء هي أحد الأحاجي الرياضية المعروفة أو مسألة الخدمات الثلاثة أو مسألة الأكواخ الثلاثة تنص على مايلي:
لنفترض وجود ثلاث أكواخ في مستوي (أو على سطح كرة) كل منها يحتاج أن يزود بخطوط وأنابيب الغاز، الماء، والكهرباء. من غير الممكن استخدام البعد الثالث أو تقاطع أي خطين. هل هناك أي طريقة للتوصيل بدون أي يتقاطع أي من الخطوط؟.

## الحل
لا يوجد في الواقع أي حل واقعي لهذه المسألة، حيث أنه من المستحيل ربط ثلاث أكواخ بثلاث خطوط تزويد بدون أن يتقاطع على الأقل زوج من الخطوط.
هذه المسألة تدرس في فرع نظرية المخططات الطوبولوجية من الرياضيات، الذي يدرس إسقاط المخططات على السطوح.

## وصلات خارجية
- مسألة الخدمات الثلاثة على ماثوورلد.